# Филип IV фон Валдек
Вижте пояснителната страница за други личности с името Филип IV.
Филип IV фон Валдек (на немски: Philipp IV von Waldeck; * 1493, дворец Фридрихщайн в Алт Вилдунген; † 30 ноември 1574, замък Валдек във Валдек) е от 1513 до 1574 г. граф на Валдек-Вилдунген.

## Живот
Той е син на граф Хайнрих VIII (1465 – 1513) и съпругата му Анастасия фон Рункел, дъщеря наследничка на Вилхелм фон Рункел († 1489).
Филип IV последва баща си като граф на Валдек-Вилдунген през 1513 г. и управлява 61 години.
Филип умира на 80 години и е погребан на 4 декември 1574 г. в гробната капела „Св. Николаус“ в манастир Мариентал в Нетце, днес във Валдек. Последван е като граф на Валдек-Вилдунген от сина му Даниел.

## Фамилия
Филип IV се жени три пъти.
Първи брак: на 17 февруари 1523 г. в Емден с Маргарета фон Източна Фризия (* 1500; † 15 юли 1537), дъщеря на граф Едзард I фон Източна Фризия и на графиня Елизабет фон Ритберг. С нея той има децата:
- Ернст (1523/24 – 1527)
- Елизабет (1525 – 1543), омъжена 1542 г. за граф Райнхард фон Изенбург-Бюдинген-Бирщайн († 1568)
- Самуел (1528 – 1570), женен на 8 октомври 1554 г. във Валдек за Анна Мария фон Шварцбург-Бланкенбург (1538 – 1583), дъщеря на граф Хайнрих XXXII
- Даниел (1530 – 1577), граф на Валдек-Вилдунген, женен на 11 ноември 1568 г. в Касел за Барбара фон Хесен (1536 – 1597), дъщеря на ландграф Филип I фон Хесен и вдовица на Георг I фон Вюртемберг-Монбеляр
- Хайнрих IX (1531 – 1577), граф на Валдек-Вилдунген, женен на 19 декември 1563 г. в Корбах за Анна фон Вирмунд († 1599)
- Маргарета (1533 – 1554)
- Фридрих (1534 – 1557), убит в битката при „Св. Кверин“, Пикардия
- Анастасия (1536 – 1561)
- Естер (1537 – 1537)

Втори брак: на 26 май 1539 г. в Нетце с Катарина фон Хацфелд-Вилденбург († 30 април 1546, Наумбург), вдовица на Курт фон Елбен († 1536), дъщеря на Георг I фон Хацфелд-Вилденбург († сл. 1523), губернатор на Марбург-Рюселсхайм, и Анна фон Щайненбах. Бракът е бездетен.
Трети брак: на 6 октомври 1554 г. с Юта фон Изенбург-Гренцау (* ок. 1500; † 28 юли 1564, дворец Валдек), дъщеря на Салентин VII фон Изенбург († 1534) и Елизабет Фогт фон Хунолщайн-Ноймаген († 1536/1538). С нея той има децата:
- Елизабет (1555 – 1569)
- Магдалена (1558 – 1599), омъжена I. 1576 г. за граф Филип Лудвиг I фон Ханау-Мюнценберг (1553 – 1580); II. 1581 г. за граф Йохан VII фон Насау-Зиген (1561 – 1623).

От четвърти брак/връзка Филип IV има две деца:
- Хайнрих († 1574)
- Матерн (1520 – 1554)